# Corregimiento de Itata
La provincia de Itata, o corregimiento de Itata, era una división territorial del Imperio español dentro de la Capitanía General de Chile. 
Fue creada debido a la fundación de la Villa de San Antonio Abad de Quirihue (1749). Estaba a cargo de un corregidor.
En 1786 se convierte en el partido de Itata.